# Kołdra

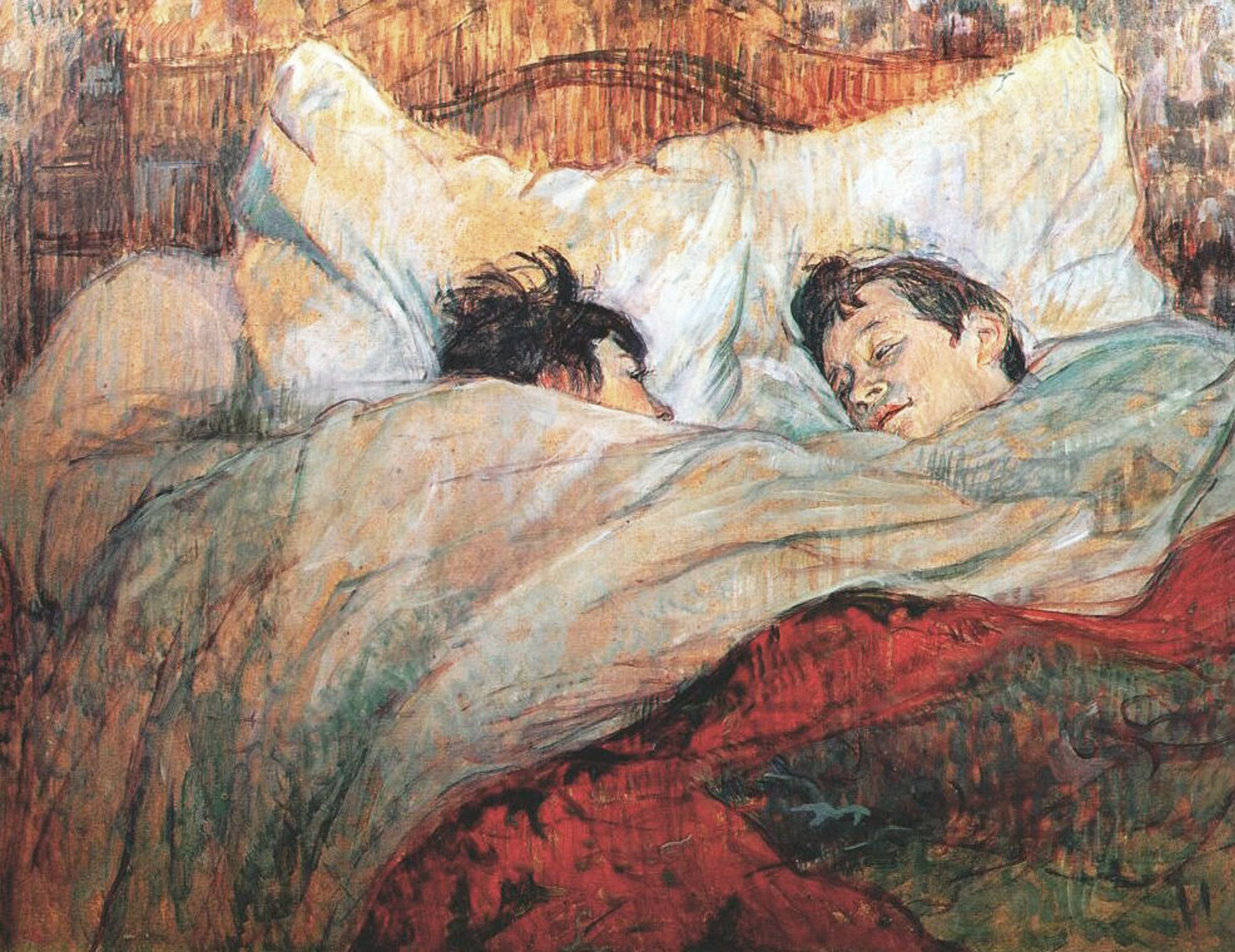
Śpiący pod kołdrą, Henri de Toulouse-Lautrec, 1893

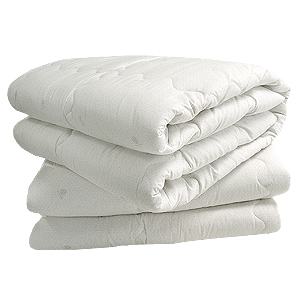
Złożone kołdry

Kołdra – zszyte razem dwie warstwy tkaniny, z wypełnieniem izolującym cieplnie. 
Kołdra służy do okrywania ciała, najczęściej podczas snu. Izolującym wypełnieniem może być włókno syntetyczne, pierze, puch ptasi lub wełna. Wypełnienie kołdry, w przeciwieństwie do wypełnienia pierzyny, jest poprzez pikowanie lub podział kołdry na komory unieruchamiane, tak by pozostawało równomiernie rozłożone na całej powierzchni kołdry.
Wyróżnia się podstawowe wypełnienia kołder:
- silikonowe,
- poliestrowe,
- pierze,
- puch,
- półpuch,
- wełna owcza.

Kołdry najczęściej pokryte są tkaninami:
- bawełna,
- polar,
- polycotton.

Rodzajem kołdry jest śpiwór.